# 富士見町 (板橋區)
富士見町（日语：／ Fujimichō */?）是東京都板橋區的町名，為未設丁目的單獨町名。 
板橋區全域已實施住居表示。

## 地理
位於板橋區東南部。北鄰前野町與宮本町，東接大和町，南連雙葉町，西通常盤台。町域北邊有富士見街道、東南邊有東京都道318號環狀七號線（環七通）通過。町域內為學校與住宅區。

### 地形
位於武藏野台地成增台高地。地勢往石神井川傾斜。

## 歷史
廢藩置縣前屬武藏國豐島郡下板橋宿、上板橋村與前野村。

### 沿革
- 1871年（明治4年）：編入東京府。實施大區小區制（日语：大区小区制）。
- 1878年（明治11年）：依據郡區町村編制法（日语：郡区町村編制法）設置北豐島郡，屬東京府北豐島郡下板橋村、上板橋村、前野村。
- 1889年（明治22年）4月1日：市制町村制施行，下板橋村為東京府北豐島郡板橋町大字下板橋。前野村併入志村。
- 1920年（大正9年）：北豐島郡立商工學校（1948年改稱東京都立北豐島工業高等學校（日语：東京都立北豊島工業高等学校））創立。
- 1932年（昭和7年）10月1日：東京府內市郡合併，板橋區成立，屬東京府東京市板橋區（舊）板橋町十丁目、（舊）上板橋町二丁目、志村清水町。（1943年8月1日東京都制施行）
- 1930年代：板橋乘合自動車（戰後整合為國際興業巴士（日语：国際興業バス）），營運練馬橫丁（現在的大和町巴士站附近）－豐島園間的路線巴士。
- 1956年（昭和31年）4月1日：地番整理，（舊）板橋町十丁目、（舊）上板橋町二丁目、常盤台一丁目部分區域合併成立富士見町。
- 1960年（昭和35年）：都營住宅板橋富士見町公寓竣工。
- 1964年（昭和39年）：東京都道318號環狀七號線（環七通）開通。

### 地名由來
在過去沒有高樓的時代，此地能遠眺富士山而得名，也有一說是來自於富士講信者往返的「富士見街道」。

## 交通

### 鐵道
町內未設車站，可利用以下路線。
- 東京都交通局
  - 都營地下鐵三田線：板橋本町站（大和町與本町）
- 東武鐵道
  - 東武東上線：中板橋站（彌生町與中板橋）、常盤台站（常盤台一丁目、二丁目與南常盤台一丁目）

### 巴士
- 國際興業巴士（日语：国際興業バス）、關東巴士（共同運行）
  - 富士見町都營住宅、中板橋站入口
    - 赤31：往赤羽站東口、往高圓寺站北口
- 都營巴士
  - 富士見町都營住宅、中板橋站入口
    - 王78：往王子站、行經高圓寺陸橋往新宿站西口
- 國際興業巴士
  - 北豐島工業高校、富士見町
    - 王54：往王子站、往上板橋站

### 道路
- 東京都道318號環狀七號線（環七通）
- 富士見街道

## 設施
- 東京都立北豐島工業高等學校（日语：東京都立北豊島工業高等学校）
- 板橋區富士見地域中心

## 備註
1. ↑  住民基本台帳による町丁目別世帯数及び人口表-東京都板橋区
2. ↑  板橋区教育委員会『いたばしの地名』，1995年3月，P127。

## 外部連結
- 板橋區官方網站（页面存档备份，存于）